# Mimocularia cineracea
Mimocularia cineracea är en skalbaggsart som beskrevs av Stefan von Breuning 1970. Mimocularia cineracea ingår i släktet Mimocularia och familjen långhorningar. Inga underarter finns listade i Catalogue of Life.